# 米蘭—都靈高速鐵路
都靈－米蘭高速鐵路（義大利語：Ferrovia Torino-Milano）是意大利高速鐵路的一部分，也是歐洲聯盟全歐高速鐵路網5號走廊的一部分，連接里斯本和基輔。都靈至諾瓦拉一段在2006年2月10日開通，其餘部分在2009年12月5日開通。
路線總計約25.8億歐元。由於路線途經地形平坦，80%的軌道直接建於地面上，約15%建於高架橋上，還有約5%是明挖回填隧道。路線大部分沿着米蘭－都靈高速公路南側行走。
都靈至諾瓦拉85公里的路段在2006年2月10日啟用，確保都靈在2006年冬季奧林匹克運動會期間的交通。其餘40公里部分在2009年12月5日啟用。